# Gare de Villers-les-Pots
Gare de Villers-les-Pots vasútállomás Franciaországban, Villers-les-Pots településen.

## Vasútvonalak
Az állomást az alábbi vasútvonalak érintik:
- Dijon–Vallorbe-vasútvonal
- Gray–Saint-Jean-de-Losne railway line

## Kapcsolódó állomások
A vasútállomáshoz az alábbi állomások vannak a legközelebb:
- Gare de Collonges (Dijon–Vallorbe-vasútvonal)
- Gare d’Auxonne (Dijon–Vallorbe-vasútvonal)